# 剑霸乐
剑霸乐（international sports chanbara），是由田边哲人在70年代建立的武器格斗比赛，本部组织为财团法人日本剑霸乐协会，现分布于多个国家，包括中国、韩国、马来西亚、泰国、俄罗斯、德国、法国、意大利、澳大利亚、美国、墨西哥。
中国的首家剑霸乐起源于2014年4月4日正心馆。